# Edifício BCV
O Edifício BCV (ou Edifício do Banco Central da Venezuela) é um edifício de escritórios localizado na Avenida Urdaneta, Caracas, Venezuela e é a sede do Banco Central da Venezuela.  É também o maior financiador da cidade e está cobrindo 27.000 m² no nível da rua. O prédio foi concluído em 1965 e foi inaugurado no mesmo ano, um segundo complexo foi construído em 1967, que é uma torre que chega a 117 metros de altura com 26 andares.